# 프라이멀 스크림
프라이멀 스크림(Primal Scream)은 스코틀랜드 글래스고 출신 얼터너티브 록 밴드다. 로큰롤, 사이키델릭을 기반으로 일렉트로니카를 적극적으로 사용하는 일종의 하이브리드한 음악 스타일을 보여주며 매드체스터 사운드의 특징인 댄서블한 록음악을 발전시켰다. 이후 등장하는 카사비안 같은 현대의 '댄스 록'으로 분류되는 밴드들에게 지대한 영향을 미쳤다.

## 음반 목록
- Sonic Flower Groove (1987)
- Primal Scream (1989)
- Screamadelica (1991)
- Give Out But Don't Give Up (1994)
- Vanishing Point (1997)
- XTRMNTR (2000)
- Evil Heat (2002)
- Riot City Blues (2006)
- Beautiful Future (2008)
- More Light (2013)